# Extensió d'Alexandroff
En el camp matemàtic de la topologia, l'extensió d'Alexandroff és una forma d'estendre un espai topològic no compacte mitjançant l'addició d'un sol punt, donant com a resultat un espai compacte. Aquest concepte rep el nom del matemàtic rus Pavel Alexàndrov.
Més en concret, sigui X un espai topològic. Es defineix l'extensió d'Alexandroff de X com un cert espai compacte X* juntament amb un embedding obert c: X → X* tal que el complement de X dins X* consisteix d'un sol punt, denotat habitualment per ∞. L'aplicació c és una compactificació Hausdorff si i només si X és un espai de Hausdorff no compacte, però localment compacte. Per a aquest tipus d'espais, hom diu que l'extensió d'Alexandroff és la compactificació d'Alexandroff o la compactificació d'un punt. Els avantatges de la compactificació d'Alexandroff rauen en la seva estructura simple i, sovint, geomètricament significativa, i en el fet que és la mínima compactificació entre totes les possibles; per altra banda, el desavantatge és que només proporciona una compactificació Hausdorff sobre la classe d'espais Hausdorff no compactes i alhora localment compactes, al contrari que la compactificació de Stone-Čech, que existeix per a qualsevol espai de Tychonoff, una classe molt més àmplia d'espais.

## Exemple: projecció estereogràfica inversa

Projecció estereogràfica

Un exemple geomètric de la compactificació d'Alexandroff ve donat per la projecció estereogràfica inversa. Recodem que la projecció estereogràfica S proporciona un homeomorfisme explícit des de l'esfera unitat menys el pol nord (0,0,1) sobre el pla euclidià. La projecció estereogràfica inversa {\displaystyle S^{-1}:\mathbb {R} ^{2}\hookrightarrow S^{2}} és un embedding dens i obert dins d'un espai Hausdorff compacte, que s'obté mitjançant l'addició del punt addicional {\displaystyle \infty =(0,0,1)}. Aplicant la projecció estereogràfica, els cercles latitudinals {\displaystyle z=c} s'envien a circumferències planars {\displaystyle r={\sqrt {(1+c)/(1-c)}}}. D'aquí, es té que la base d'entorns perforats de {\displaystyle (1,0,0)} donada pels casquets esfèrics perforats {\displaystyle c\leq z<1} correspon als complements dels discs planars tancats {\displaystyle r\geq {\sqrt {(1+c)/(1-c)}}}. Des d'un punt de vista qualitatiu, una base d'entorns al punt {\displaystyle \infty } ve donada pels conjunts {\displaystyle S^{-1}(\mathbb {R} ^{2}\setminus K)\cup \{\infty \}}, on K recorre els subconjunts compactes de {\displaystyle \mathbb {R} ^{2}}. Aquest exemple, encara que és un cas particular, conté els conceptes clau per al cas general.

## Motivació
Sigui {\displaystyle c:X\hookrightarrow Y} un embedding d'un espai topològic X dintre d'un espai topològic Hausdorff compacte Y, amb imatge densa i un residu compost per un sol punt {\displaystyle \{\infty \}=Y\setminus c(X)}. Llavors c(X) és un conjunt obert dins d'un espai Hausdorff compacte i, per tant, és localment compacte Hausdorff; d'on la seva imatge homeomorfa X també és localment compacta Hausdorff. Addicionalment, si X fos compacte, llavors c(X) seria tancat a Y i, per tant, no seria dens. Així, un espai només pot admetre una compactificació d'Alexandroff si és localment compacte, no compacte, i Hausdorff. Encara més, en una tal compactificació d'Alexandroff, la imatge d'una base d'entorns de x a X proporciona una base d'entorns per de c(x) dins c(X), i –com que un subconjunt d'un espai Hausdorff compacte és compacte si i només si és tancat– els entorns oberts de {\displaystyle \infty } han de ser tots conjunts obtinguts per adjunció de {\displaystyle \infty } a la imatge per c d'un subconjunt de X amb complement compacte.

## L'extensió d'Alexandroff
Sigui X un espai topològic qualsevol, i sigui {\displaystyle \infty } qualsevol objecte que no sigui un element de X. Escrivim {\displaystyle X^{*}=X\cup \{\infty \}}, i fixem una topologia a {\displaystyle X^{*}} on els conjunts oberts siguin tots els subconjunts oberts U de X juntament amb tots els subconjunts V que contenen {\displaystyle \infty } i tals que {\displaystyle X\setminus V} és tancat i compacte (Kelley 1975, p. 150).
Hom diu que la inclusió {\displaystyle c:X\rightarrow X^{*}} és l'extensió d'Alexandroff de X (Willard 1970, 19A).
Hom pot observar les següents propietats:
- L'aplicació c és contínua i oberta: submergeix X com a subconjunt obert de {\displaystyle X^{*}}.
- L'espai {\displaystyle X^{*}} és compacte.
- La imatge c(X) és densa a {\displaystyle X^{*}}, si X no és compacte.
- L'espai {\displaystyle X^{*}} és Hausdorff si i només si X és Hausdorff i localment compacte.

## La compactificació d'Alexandroff (o d'un punt)
En particular, l'extensió d'Alexandroff {\displaystyle c:X\rightarrow X^{*}} és una compactificació de X si i només si X és Hausdorff, no compacte i localment compacte. En aquest cas, hom l'anomena compactificació d'Alexandroff o compactificació d'un punt de X. Recordem pel que hem vist abans que qualsevol compactificació amb un residu format per un punt és necessàriament (isomorfa a) la compactificació d'Alexandroff.
Sigui X un espai de Tychonoff qualsevol. Amb l'ordre parcial natural definit sobre el conjunt {\displaystyle {\mathcal {C}}(X)} de classes d'equivalència de compactificacions, qualsevol element mínim és equivalent a l'extensió d'Alexandroff (Engelking 1989, Teorema 3.5.12). Una conseqüència és que un espau no compacte de Tychonoff admet una compactificació mínima si i només si és localment compacte.

## Exemples addicionals
- La compactificació d'Alexandroff del conjunt d'enters positius és homeomorfa a l'espai K = {0} U {1/n | n és un enter positiu} amb la topologia de l'ordre.
- La compactificació d'Alexandroff de l'espai euclidià n-dimensioanl Rn és homeomorfa a la n-esfera Sn. Com abans, l'aplicació es pot construir de forma explícita con una projecció estereogràfica inversa n-dimensional.
- Com que la clausura d'un subconjunt connex és connexa, l'extensió d'Alexandroff d'un espai connex no compacte és connexa. Tot i això, la compactificació d'Alexandroff pot fer que un espai no connex esdevingui connex: per exemple, la compactificació d'Alexandroff de la unió disjunta de {\displaystyle \kappa } còpies de l'interval (0,1) rosa de {\displaystyle \kappa } circumferències ((anglès) Bouquet of circles).
- Hom pot interpretar l'extensió d'Alexandroff com un functor des de la categoria d'espais topològics amb aplicacions contínues pròpies com a morfismes, cap a la categoria els objectes de la qual són aplicacions contínues {\displaystyle c:X\rightarrow Y} i per a la qual els morfismes de {\displaystyle c_{1}:X_{1}\rightarrow Y_{1}} a {\displaystyle c_{2}:X_{2}\rightarrow Y_{2}} són parells d'aplicacions contínues {\displaystyle f_{X}:X_{1}\rightarrow X_{2},\ f_{Y}:Y_{1}\rightarrow Y_{2}} tals que {\displaystyle f_{Y}\circ c_{1}=c_{2}\circ f_{X}}. En particular, els espais homeomorfs tenen extensions d'Alexandroff isomorfes.
- Una successió {\displaystyle \{a_{n}\}} en un espai topològic {\displaystyle X} convergeix cap a un punt {\displaystyle a} de {\displaystyle X}, si i només si l'aplicació {\displaystyle f\colon \mathbb {N} ^{*}\to X} donada per {\displaystyle f(n)=a_{n}} amb {\displaystyle n} de {\displaystyle \mathbb {N} } i {\displaystyle f(\infty )=a} és contínua. Aquí, {\displaystyle \mathbb {N} } té la topologia discreta.
- Els espais poliàdics estan definits com a espais topològics que són la imatge contínua de la potència d'una compactificació d'Alexandroff d'un espai Hausdorff discret i localment compacte.
- L'espai de funcions contínues {\displaystyle C\left(\Omega \right)} sobre un espai Hausdorff localment compacte {\displaystyle \Omega } és localment compacte, però es pot fer compacte si i només si s'hi inclou el punt {\displaystyle f(x)=1} per a tot {\displaystyle x}.